# Јоун Дади Бедварсон
Јоун Дади Бедварсон (исл. ‎‎Jón Daði Böðvarsson; Селфос, 25. мај 1992) професионални је исландски фудбалер који примарно игра у средини терена на позицији десног крила, али наступа и на позицији класичног нападача.

## Клупска каријера
Бедварсон је професионалну фудбалску каријеру започео током 2009. као играч екипе Селфоса из истоименог града на југу Исланда. за тим је играо током четири сезоне, наизменично у првој и другој лиги Исланда. Као један од перспективнијих малдих играча на острву, у јуну 2012. одлази у Норвешку, где потписује вишегодишњи уговор са прволигашким клубом Викинг из Ставангера. Током три сезоне проведене у норвешком клубу одиграо је укупно 88 утакмица и постигао 18 голова (од чега 15 у првенственим утакмицама). 
Потом у наредном периоду игра за друголигашке клубове Кајзерслаутерн у Немачкој и Вулверхемптон вондерерсе у Енглеској, а у јулу 2017. потписује трогодишњи уговор са екипом Рединга са којом се такмичи у Чемпионшипу. 

## Репрезентативна каријера
За сениорску репрезентацију Исланда дебитовао је 14. новембра 2012. у пријатељској утакмици са селекцијом Андоре. Четири године касније заиграо је на Европском првенству у Француској, где је као стартер одиграо свих пет утакмица за репрезентацију, укључујући и меч трећег кола групне фазе против Аустрије на ком је постигао водећи гол за свој тим. 
Селектор Хејмир Халгримсон уврстио га је на списак играча за Светско првенство 2018. у Русији, где је одиграо   само утакмицу против Нигерије у другом колу групе Д.

### Голови за репрезентацију
| №  | Датум              | Место     | Ривал    | Гол. | Рез. | Такмичење                          |
| -- | ------------------ | --------- | -------- | ---- | ---- | ---------------------------------- |
| 1. | 9. септембар 2014. | Рејкјавик | Турска   | 1:0  | 3:0  | Квалификације за ЕП 2016.          |
| 2. | 22. јун 2016.      | Сен Дени  | Аустрија | 1:0  | 2:1  | Европско првенство у фудбалу 2016. |